# Я покупаю эту женщину
Я покупаю эту женщину (исп. Yo compro esa mujer) — мексиканская историческая мелодраматическая теленовелла 1990 года телекомпании Televisa. Была снята в двух вариантах — 80 серий для показа в странах мира и 160 серий для показа в Мексике. Теленовелла была номинирована 17 раз на премии TVyNovelas и ACE, из которых 11 номинаций оказались выигрышными.

## Сюжет
Сюжет телесериала происходит в начале XX века. Лос Монтес де Ока является очень богатой семьёй, состоящей из двух сестер Матильды и Бланки Флор, а также их двоюродного брата Родриго. В сюжете был показан любовный треугольник, так как Матильда влюблена в своего кузена, но он предпочитает её сестру, Бланку Флор. Однако Бланка Флор любит скромного рыбака Энрике Сан Романа. Когда Родриго узнает об этом, он ложно обвиняет Энрике в грабеже, с целью упрятать  его за решётку, но вскоре после этого он выясняет, что Бланка Флор ждёт ребенка от Энрике. Родриго решает дождаться рождения ребёнка, чтобы потом от него избавиться. В свою очередь, Матильда, которая ненавидит свою сестру Бланку Флор, говорит ей, что её сына не стало вскоре после его рождения. Шокированная новостью, Бланка Флор сходит с ума, Матильда запирает ее в подвале и заставляет всех поверить, что Бланки Флор не стало.
Родриго отдает ребенка Бланки Флор горничной Соледад, и сказал, чтобы та отнесла ребёнка в приют для сирот, но она отказалась выполнить требование Родриго, потому что сильно уважает Бланку Флор и передаёт ребёнка в  дом друга своего отца, который усыновляет его и называет Алехандро. После предполагаемой смерти Бланки Флор, Родриго уезжает в длительное путешествие в Европу, где женится на молодой аристократке Констанце Мендосе, которая уже была беременной на тот момент. Ослепленная своей навязчивой любовью, Матильда отравляет Констанцу Мендоса, жену Родриго, из-за чего она умирает вскоре после рождения их дочери Аны Кристины. Позже приемная мать Алехандро выходит замуж за очень богатого человека, который усыновляет мальчика и дает ему его фамилию Алдама. Энрике умирает в тюрьме, но перед смертью просит его увидеться с сыном и заставляет его поклясться, что он отомстит всему роду Лос Монтес де Ока. Позже семья уезжает в Европу, где Алехандро растет и хорошо знает историю своих настоящих родителей.
Минуло много лет. Алехандро, достигший совершеннолетия. вернулся в Мексику с целью отомстить Родриго и всей его семье. В поездке Алехандро встречает Ану Кристину Монтес де Ока, не зная, что она дочь Родриго Монтес де Ока, человека, который уничтожил ее родителей. Когда Алехандро узнает фамилию Аны Кристины, он сразу же понимает, кто она такая, но он не только не перестает любить ее, но они оба клянутся, что поженятся в Мексике, однако ситуация оказывается сложной для обоих.
Чтобы оказать давление на Родриго, Алехандро начинает покупать доли в его предприятиях, чтобы стать его мажоритарным партнером, но Родриго обнаруживает его намерения, даже не зная об отношениях, которые их объединяют, и прерывает любые переговоры с ним. С другой стороны, Родриго оказывает давление на свою дочь, чтобы она вышла замуж за Федерико Торреса Ланда, образованного и титулованного молодого человека, но она отказывается и продолжает встречаться с Алехандро за спиной своего отца.
Из-за любви к Ане Кристине, Алехандро решает отказаться от своей мести и решает сбежать с ней в Испанию и жениться там, но Родриго узнав их планы, запирает свою дочь на далекой семейной ферме. Ана Кристина специально запирается в старой комнате Бланки Флор. В свою очередь, сама Бланка Флор заперта в подвале той же фермы, где она позже встречает Ану Кристину, и они становятся друзьями. Алехандро напрасно ждет возлюбленную, а на следующий день Родриго заставляет его поверить, что дочь ушла от него ради Федерико. Полагая, что Ана Кристина все время подшучивала над ним, Алехандро решает снова отомстить семье Лос Монтес де Ока.
Вскоре после заточения своей дочери Аны Кристины, Родриго говорит ей, что освободит ее, лишь в том случае, если она откажется от любви Алехандро, но она не желает отказываться, на что он показывает ей газету, в которой Алехандро появляется в окружении проституток в таверне. В ярости, увидев фотографию в газете, Ана Кристина решает отказаться от Алехандро и покидает свое заключение, но обещает вернуться, чтобы спасти Бланку Флор.
Алехандро решает отомстить Родриго. Вырвав у него различные товары, он предлагает ему отдать ему Ану Кристину в качестве его жены в обмен на возвращение некоторых из них. Родриго соглашается, и Алехандро и Ана Кристина женятся, но когда Ана Кристина обнаруживает, что ее купил Алехандро, брачные отношения становятся очень бурными. Несмотря ни на что, Ана Кристина помогает Алехандро воссоединиться с его настоящей матерью. Бланка Флор умирает счастливой, воссоединившись со своим сыном Алехандро.
Позже Алехандро предает один из его сотрудников, который хранит в своем доме контрабандное оружие. Чтобы не быть обвиненным, сотрудник сообщает на Алехандро в полицию, которая его арестовывает.
Алехандро был приговорен к смертной казни, перед которой Ана Кристина пытается освободить его с доказательствами, доказывающими его невиновность, однако полковник, ответственный за исполнение смертного приговора, игнорирует доказательства и готовится казнить Алехандро. К счастью, группа рыбаков, старых друзей Энрике, прибывает в нужный момент и доказывают невиновность Алехандро, в связи с чем его освобождают на свободу.
Наконец-то Алехандро и Ана Кристина вновь поженились и стали жить дружно и счастливо.

## Создатели телесериала

### В ролях
- Летисия Кальдерон — Ана Кристина Монтес де Ока
- Эдуардо Яньес — Алехандро Альдама/Алехандро Сан Роман Монтес де Ока/Энрике Сан Роман
- Энрике Роча — Родриго Монтес де Ока
- Альма Муриэль — Матильде Монтес де Ока
- Эдуардо Паломо — Федерико Торрес Ланда
- Херардо Акунья — Габриэль Альварес
- Роберто Антунес — Бернардо
- Карлос Кардан — Сагон
- Марио Касильяс — Рауль де Марин, Граф де Вальтерра
- Исабела Корона — Соледад
- Конни де ла Мора — Бланка Флор Монтес де Ока
- Синтия Клитбо — Ефигения де Кастильо «Ефи»
- Мариана Леви — Химена/Эстрелья/Анхела
- Хульета Эгуррола — Исабель де Марин, Графиня Вальтерра
- Луис Хавьер — Мигель де Марин
- Нерина Феррер — Эмилия
- Мигель Анхель Феррис — Оскар де Мальтер
- Кариме Фавела — Хема
- Роса Фурман — Тиа Кармен
- Лус Мария Херес — Урсула/Эмилия (в молодости)
- Мигель Мансано — Диана Альварес
- Мария Марсела — Нарда де Марин
- Бруно Рей — Фульхенсио Кастилья
- Рамон Менендес — Видаль
- Сокорро Авелар — Каэтана
- Лорена Сан Мартин — Коко
- Ядира Сантана — Бриджет
- Серхио Клайнер — Демарин
- Мария Регина — Мабель
- Мануэль Охеда — Сантьяго
- Мельба Луна — Бернардина
- Маристель Молина — Селия
- Дуния Сальдивар — Маура
- Алехандра Прокуна — Георгетте
- Хосе Мария Торре — Алехандро (в детстве)
- Хелио Кастельянос — Ренато Грахалес
- Гильермо Хиль — Педро
- Консуэло Дуваль — Сусу
- Росалинда Эспанья — Фифи
- Сара Гуаш — Вдова Беррон
- Ана Грахам — Констанца Мендоса де Монтес де Ока
- Марикрус Нахера — Хулиана
- Габриэль Пингаррон — Сервандо

### Административная группа
- Оригинальный текст: Ольга Руилопес
- Адаптация: Лилиана Абуд
- Литературный редактор: Тере Медина
- Музыкальная тема заставки: Я покупаю эту женщину
- Автор музыки к заставке: Хорхе Авенданьо
- Композиторы: Хорхе Авенданьо, Хуан Диего
- Сценография: Исабель Часаро
- Арт-директор: Хосе Луис Гардуньо
- Менеджер по производству: Гваделупе Куэвас
- Начальник по костюмам: Кристина Сауса
- Координатор по актёрам: Хуан Осорио Ортис
- Светотехник: Серхио Тревиньо
- Координатор съёмок в Кампече: Адвокат Энрике Кастилья
- Оператор-постановщик: Хесус Акунья Ли
- Режиссёр-постановщик: Хорхе Фонс
- Генеральный продюсер: Эрнесто Алонсо

## Награды и премии

### TVyNovelas
| Номинация                    | Персона           | Итоги премии |
| ---------------------------- | ----------------- | ------------ |
| Лучшая теленовелла           | Эрнесто Алонсо    | проигрыш     |
| Лучшая главная женская роль  | Летисия Кальдерон | проигрыш     |
| Лучшая главная мужская роль  | Эдуардо Яньес     | ПОБЕДА       |
| Лучшая злодейка              | Альма Муриэль     | проигрыш     |
| Лучший злодей                | Энрике Роча       | ПОБЕДА       |
| Лучшая выдающиеся актриса    | Исабела Корона    | проигрыш     |
| Лучший выдающиеся актёр      | Мигель Мансано    | проигрыш     |
| Лучшая актриса второго плана | Мариана Леви      | ПОБЕДА       |
| Лучший актёр второго плана   | Луис Хавьер       | проигрыш     |
| Лучший оператор-постановщик  | Хесус Акунья Ли   | ПОБЕДА       |
| Лучший продюсер              | Эрнесто Алонсо    | ПОБЕДА       |

### ACE
| Номинация                    | Персона           | Итоги премии |
| ---------------------------- | ----------------- | ------------ |
| Лучшая теленовелла           | Эрнесто Алонсо    | ПОБЕДА       |
| Женская фигура года          | Летисия Кальдерон | ПОБЕДА       |
| Мужская фигура года          | Эдуардо Яньес     | ПОБЕДА       |
| Лучший актёр                 | Энрике Роча       | ПОБЕДА       |
| Лучшая актриса второго плана | Альма Муриэль     | ПОБЕДА       |
| Лучший режиссёр-постановщик  | Хорхе Фонс        | ПОБЕДА       |